# 내서도서관
내서도서관은 경상남도 창원시 마산회원구 내서읍 삼계리 소재의 시립 도서관이다.

## 연혁
- 1997. 12. 01. 내서도서관 개관

## 시설현황
- 2층: 종합자료실, 디지털자료실
- 1층: 사무실, 제1보존서고, 유아자료실, 어린이자료실
- 지하1층: 열람실, 제2보존서고

## 이용 안내
이용 시간
- 유아/어린이자료실: 매일 09:00 ~ 18:00
- 종합자료실 - 대출/열람: 평일 09:00 ~ 22:00 / 토요일 및 공휴일 09:00 ~ 18:00
- 자율열람실: 매일 08:00 ~ 22:00

휴관일
- 매주 금요일
- 일요일을 제외한 법정 공휴일, 1월 1일, 설 및 추석연휴
- 임시 휴관일: 도서관 사정에 의해 관장이 지정한 날